# 구 홍천군청
구 홍천군청(舊 洪川郡廳)은 대한민국 강원특별자치도 홍천군 홍천읍 희망리에 있는 건축물이다. 2004년 9월 4일 대한민국의 국가등록문화재 제108호 홍천읍사무소로 지정되었고, 2015년 4월 27일 구 홍천군청으로 문화재 명칭이 변경되었다.

## 개요
1956년 건축된 철근콘크리트조 2층 건물로 홍천군청으로 사용되다가 1988년이후 읍사무소로 사용되었다. 좌우대칭의 입면, 급한 경사 지붕과 발코니 등을 통해 관공서의 권위를 표현하고자 한 당시의 강원도내 표준형 관청 건축물의 전형을 보여주고 있다.

## 명칭 변경사유
현 문화재 등록 명칭은 등록 당시의 용도를 고려하여 정한 것으로, 현재는 홍천미술관으로 사용되고 있고 관공서로서의 홍천읍사무소는 별도로 존재하고 있으므로, 「등록문화재 명칭 부여 기준」에 따라 ‘구 홍천군청’으로 명칭을 변경하였다.

## 참고 자료
- 구 홍천군청 - 국가유산청 국가유산포털